# Gruwelverhaal (sociologie)
Een gruwelverhaal (Engels: atrocity story), zoals gedefinieerd door de Amerikaanse  sociologen David G. Bromley en Anson D. Shupe, is de presentatie van echte of ingebeelde gebeurtenissen in een dusdanige context dat ze flagrant de (vermeend) gedeelde veronderstellingen schenden waarop een bepaalde verzameling van sociale relaties plaatsvindt. Het vertellen van gruwelverhalen is een manier om normatieve grenzen opnieuw te bevestigen. Door het delen van de afkeuring of afschuw van de verteller krijgen de toehoorders opnieuw een normatieve richtlijn, en zullen zij degene die de normen schendt indelen als duidelijk vallende buiten de grenzen van de algemeen aanvaarde moraal.
Bromley et al definiëren een gruweldaad als een gebeurtenis die een flagrante schending is van een fundamentele waarde. Het verhaal bevat de volgende drie elementen.
1. Morele afkeuring en verontwaardiging
2. Goedkeuring van strafmaatregelen
3. Mobilisatie van beheersmaatregelen tegen de vermeende daders

De waarheid van het verhaal wordt als irrelevant beschouwd.
Voormalige leden van een sekte of nieuwe religieuze beweging kunnen de kennismakingsperiode met een sekte of nieuw religieuze beweging na uittreding herinterpreteren als een kwalijke vorm van hersenspoeling. Hersenspoelen is een psychologische schending van persoonlijke vrijheid en autonomie. Zij kunnen er in die termen een verhaal over vertellen aan buitenstaanders, waarbij zij hun morele afkeuring met de toehoorder delen. Tijdens de kennismakingsperiode zelf ervoeren zij echter geen hersenspoeling, maar een nieuw verworven vriendschap met een geïnspireerde groep mensen en een nieuwe messias die een nieuwe leer brengt die de wereld kon redden.

## Amerikaanse kranten over de Verenigingskerk
In hun onderzoek van 190 krantenartikelen over voormalige leden van de Verenigingskerk tussen 1974 en 1977, vonden Bromley et al. dat 188 van deze Amerikaanse artikelen gruwelverhalen bevatten en grotendeels vijandig waren tegenover de kerk. De meest gevonden gruwelen waren:
1. Psychologisch schending van persoonlijke vrijheid en autonomie.
2. Economische schendingen: verhalen dat de kerken leden dwong om hun persoonlijk bezit te verkopen en het aan de kerk te geven.
3. Verbreken van de ouder-kind relatie. Dit groeide uit de vijandigheid van families die waren afgewezen door leden van de kerk.
4. Politieke en wettelijke gruweldaden, omdat de kerk bestuurd werd door een buitenlander.

Volgens de Amerikaanse socioloog Kurtz, was er een element van waarheid in veel van deze verhalen, maar deze zaken gebeuren in veel organisaties en de nieuwsrapportages waren erg negatief.
Gruwelverhalen werkten als rechtvaardiging van deprogrammeren van leden van de Verenigingskerk in de Verenigde Staten.
De term wordt ook gebruikt voor verhalen over andere nieuwe religieuze bewegingen en sekten.
De Verenigingskerk is in Nederland altijd bijzonder klein geweest.